# Ma'ale Adummim
Ma'ale Adumim (em hebraico: מַעֲלֵה אֲדֻמִּים) é um assentamento israelense perto de Jerusalém, na Cisjordânia, na orla do deserto da Judeia. Ma'ale Adummim é citada na bíblia em josué 15:7 e josué 18:17.a temperatura média durante o dia é de 27 °C e durante a noite 18 °C a alta temperatura se deve sobretudo pelo fato de Ma'ale Adummim estar encravada no deserto da judeia